# Lazzate
Lazzate – miejscowość i gmina we Włoszech, w regionie Lombardia, w prowincji Monza i Brianza.
Według danych na rok 2004 gminę zamieszkiwało 6419 osób, 1283,8 os./km².